# Dobrzelewice
Dobrzelewice – wieś w Polsce położona w województwie kujawsko-pomorskim, w powiecie włocławskim, w gminie Kowal.
| SIMC    | Nazwa              | Rodzaj    |
| ------- | ------------------ | --------- |
| 1034290 | Dobrzelewiczki     | część wsi |
| 1034314 | Działkowicze       | część wsi |
| 1034350 | Kaczmarka          | część wsi |
| 1034580 | Nowe Dobrzelewice  | część wsi |
| 1034604 | Nowiny             | część wsi |
| 1034662 | Stare Dobrzelewice | część wsi |

W latach 1975–1998 miejscowość administracyjnie należała do województwa włocławskiego. Według Narodowego Spisu Powszechnego (III 2011 r.) liczyła 170 mieszkańców. Jest trzynastą co do wielkości miejscowością gminy Kowal.